# NGC 5987
NGC 5987 é uma galáxia espiral (Sb) localizada na direcção da constelação de Draco. Possui uma declinação de +58° 04' 47" e uma ascensão recta de 15 horas, 39 minutos e 56,9 segundos.
A galáxia NGC 5987 foi descoberta em 25 de Maio de 1788 por William Herschel.